# Союз-2А

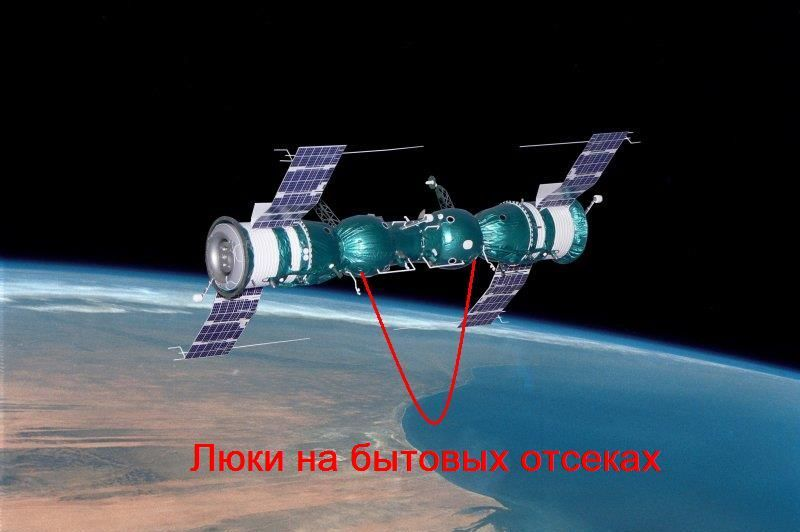
Рисунок художника, стыковка кораблей «Союз-4» и «Союз-5» 16 января 1969 года.
Аналогичная программа полёта была у кораблей «Союз-1» и «Союз-2А». Космонавты должны были в скафандрах «Ястреб» выйти в открытый космос, используя бытовые отсеки как шлюзовые камеры, и перейти из одного корабля в другой.

«Союз-2А» — неофициальное обозначение предполагавшегося второго советского пилотируемого космического корабля серии «Союз», который должен был быть запущен на орбиту 24 апреля 1967 года под названием «Союз-2» для первой в мире стыковки пилотируемых кораблей.
На борту корабля должен был находиться экипаж космонавтов в составе Валерия Быковского (командир), Алексея Елисеева и Евгения Хрунова.
Программа полёта предусматривала стыковку с запускаемым сутками ранее кораблём «Союз-1» с одним космонавтом (Владимиром Комаровым) и переход через открытый космос по внешней стороне разгерметизированных бытовых отсеков кораблей (ввиду того, что конструкцией корабля на то время ещё не были предусмотрены герметичные внутренние люки стыковочного узла) Елисеева и Хрунова для возвращения на «Союзе-1», в котором для них были установлены второе и третье индивидуальные кресла-ложементы. Быковский должен был приземлиться на «Союзе-2».
Ввиду выявления сразу в начале полёта корабля «Союз-1» серьёзных неисправностей (не раскрылась одна из двух панелей солнечных батарей, корабль стал испытывать дефицит электроэнергии, и др.), старт однотипного «Союза-2» был отменён, что спасло жизни его экипажа. Полёт «Союза-1» был досрочно прекращён, корабль сошёл с орбиты, но на заключительном участке приземления произошёл отказ парашютной системы, который привёл к катастрофе и гибели космонавта Комарова.
Полёт со стыковкой пилотируемых кораблей планировался несмотря на то, что три беспилотных испытательных полёта кораблей «Союз» (7К-ОК № 2, известный как «Космос-133»; 7К-ОК № 1, старт которого был отложен, но привёл к срабатыванию САС и взрыву ракеты в стартовом сооружении; 7К-ОК № 3 «Космос-140») оказались полностью либо частично неудачными, а инженеры зафиксировали около 200 конструкционных замечаний к кораблю, ввиду нервной «космической гонки» с США. Руководство страны и отрасли было недовольно тем, что после досрочного прекращения рискованной и уже малоперспективной программы «Восход» в СССР не было произведено ни одного пилотируемого полёта, в то время как США провели десять пилотируемых полётов по программе «Джемини», в том числе проведя первую в истории стыковку космических кораблей. Кроме того, испытательные полёты «Союзов» требовались для подготовки советской лунной программы, в которой лунно-облётный корабль Л1 «Зонд» и лунно-орбитальный корабль ЛОК экспедиционного комплекса Л3 были унифицированы с «Союзами», а лунно-орбитальный ЛОК и лунно-посадочный ЛК корабли-модули комплекса Л3 также использовали стыковку с переходом члена экипажа через открытый космос.
После аварии «Союза-1» последовал 1,5-годовой перерыв в пилотируемых полётах, конструкция корабля была значительно переработана для повышения его надежности и было выполнено 6 беспилотных отработочных пусков, в числе которых в 1967 году состоялась первая автоматическая стыковка двух «Союзов» («Космос-186» и «Космос-188»). В 1968 году возобновились пилотируемые полёты, а в 1969 году проведены пилотируемая стыковка по невыполненной в 1967 году программе (корабли «Союз-4» и «Союз-5»), групповой полёт трёх кораблей сразу и долговременный автономный рекордный полёт. При этом следующий беспилотный корабль серии для стыковки с пилотируемым кораблем «Союз-3» получил название «Союз-2», хотя их стыковка в октябре 1968 года не удалась.
Ввиду принятой в СССР секретности и утаивания космических неудач, о существовании программы полёта данного корабля со стыковкой с потерпевшим аварию «Союзом-1» общественность была ознакомлена только после начала эпохи гласности.
Корабль «Союз-2А» после удаления из него кресел для экипажа, небольшого изменения комплекта оборудования и модернизации парашютной системы был выведен на орбиту под названием «Космос-188» и успешно выполнил программу полёта.